# Giovanny Espinoza
Giovanny Patricio Espinoza Pabón (Ibarra, 12 de abril de 1977) es un exfutbolista ecuatoriano. Jugaba de defensa.

## Trayectoria

### Inicios
Giovanny Espinoza se inició en las divisiones formativas del Aucas. En 1997 debutó con el DT Homero Valencia, desde donde con sus buenas actuaciones se proyectó a la Selección de fútbol de Ecuador. En el 2001 jugó en el Monterrey de México para volver al año siguiente al Aucas. Fue parte de la Selección que disputó el Mundial Corea-Japón 2002, aunque no jugó.

### Consolidación
En el 2003 fue transferido a la LDU de Quito donde contribuyó a la consecución del título nacional. En el 2004 tuvo una gran actuación con su equipo en la Copa Libertadores de América y la Copa Sudamericana, en este último torneo llegó a las semifinales. Al año siguiente logró nuevamente el Campeonato con la LDU de Quito. 
En el 2007 fue traspasado al Feyenoord de la Eredivisie. A inicios del 2008 pasó al Cruzeiro de Belo Horizonte donde se consolidó con su liderazgo y buenas actuaciones como capitán del equipo, logrando el Campeonato Mineiro de 2008. En el 2009 es contratado por el Barcelona Sporting Club de Ecuador. En el mismo año 2009, es adquirido por el Birmingham City de Inglaterra por 2 años.
En el 2010 firma contrato por tres años con Unión Española de Chile.
En enero del 2012, se hace acreedor de su pase y firma con el Deportivo Quito de Ecuador para la temporada 2012.
El año se veía muy prometedor puesto que S.D.Q jugaba la copa la Copa Libertadores 2012 en calidad de Campeón del Campeonato Ecuatoriano de Fútbol 2011 bajo el mando del D.T Carlos Ischia. Y así lo fue pues en la primera fase de la Libertadores, Giovanny junto con todo el equipo tuvo una muy actuación, fue hasta los octavos de final en donde perdieron estrepitosamente ante U de Chile quedando fuera del certamen internacional, que empezaron problemas en la institución Chulla lo que conllevo que el equipo termine en octavo lugar en el campeonato local.
En 2013 la tónica no cambio mucho pues a pesar de que Deportivo Quito armó una plantilla de lujo, en donde Giovanny tuvo un gran desempeño en la primera etapa, cuestiones económicas aquejaron al plantel todo el año. A finales de ese año y con una nueva directiva al frente del equipo, la Sombra Espinoza llega a un acuerdo de pago de las deudas anteriores y su participación en el nuevo proyecto de una mezcla entre jugadores jóvenes y varios jugadores de experiencia, para lograr un equipo más acorde a la realidad económica del club, a cargo del D.T Juan Carlos Garay.

## Selección nacional
Fue nombrado en la selección de Ecuador para las Copas Mundiales de 2002 y 2006. Actualmente es el séptimo jugador con más partidos internacionales de su país detrás de Luis Capurro con 100 partidos internacionales. Hizo su debut internacional en 1996 apenas una semana después de cumplir 19 años en un partido de clasificación para la Copa del Mundo en el que Ecuador venció a Perú 4-1.
Espinoza y Hurtado juntos ostentan el récord internacional de la pareja ininterrumpida más larga en la posición de medio centro: han jugado los últimos 65 partidos juntos, que se remontan a 1999. Esto se debe en parte a que las naciones sudamericanas juegan más partidos de clasificación internacional que cualquier otro. En la edición 2006 de la Copa Mundial de la FIFA, Espinoza fue nominado para un lugar en el 11 ideal de la FIFA, que premia a los mejores jugadores en cada posición. También fue incluido en la escuadra de Ecuador para las Copas América 2001, 2004 y 2007.

### Participaciones internacionales
- Eliminatorias al Mundial Corea-Japón 2002, Alemania 2006 y Sudáfrica 2010.
- Copa América 2001, 2004 y 2007.

### Participaciones enCopas del Mundo
| Mundial                       | Sede                     | Resultado                | PJ | GA | Asis |
| ----------------------------- | ------------------------ | ------------------------ | -- | -- | ---- |
| Mundial de Corea y Japón 2002 | Corea del Sur y Japón    | Fase de grupos           | 0  | 0  | 0    |
| Mundial de Alemania 2006      | Alemania                 | Octavos de final         | 4  | 0  | 0    |
| Total en Copas del Mundo      | Total en Copas del Mundo | Total en Copas del Mundo | 4  | 0  | 0    |

### Participaciones enCopas América
| Torneo                 | Sede                   | Resultado              | PJ | GA | Asis |
| ---------------------- | ---------------------- | ---------------------- | -- | -- | ---- |
| Copa América 2001      | Colombia               | Fase de grupos         | 3  | 0  | 0    |
| Copa América 2004      | Perú                   | Fase de grupos         | 3  | 0  | 0    |
| Copa América 2007      | Venezuela              | Fase de grupos         | 3  | 0  | 1    |
| Total en Copas América | Total en Copas América | Total en Copas América | 9  | 0  | 1    |

### Participaciones enCopas Oro
| Torneo        | Sede           | Resultado      | PJ | GA | Asis |
| ------------- | -------------- | -------------- | -- | -- | ---- |
| Copa Oro 2002 | Estados Unidos | Fase de grupos | 1  | 0  | 0    |

### Participaciones enEliminatorias al Mundial
| Eliminatoria                                | Sede del Mundial       | Posición               | Resultado   | PJ | GA | Asis |
| ------------------------------------------- | ---------------------- | ---------------------- | ----------- | -- | -- | ---- |
| Eliminatorias Mundial de Corea y Japón 2002 | Corea del Sur y Japón  | 2°lugar 31pts          | Clasificado | 9  | 0  | 0    |
| Eliminatorias Mundial de Alemania 2006      | Alemania               | 3°lugar 28pts          | Clasificado | 18 | 1  | 0    |
| Eliminatorias Mundial de Sudáfrica 2010     | Sudáfrica              | 6°lugar 23pts          | Eliminado   | 16 | 0  | 0    |
| Eliminatorias Mundial de Brasil 2014        | Brasil                 | 4°lugar 25pts          | Clasificado | 0  | 0  | 0    |
| Total en Eliminatorias                      | Total en Eliminatorias | Total en Eliminatorias | 3/4         | 43 | 1  | 0    |

## Clubes
| Club            | País         | Año        |
| --------------- | ------------ | ---------- |
| Aucas           | Ecuador      | 1997-2001  |
| Monterrey       | México       | 2001       |
| Aucas           | Ecuador      | 2002       |
| LDU de Quito    | Ecuador      | 2003-2006  |
| Vitesse         | Países Bajos | 2007       |
| Cruzeiro        | Brasil       | 2008       |
| Barcelona SC    | Ecuador      | 2009       |
| Birmingham City | Inglaterra   | 2009       |
| Unión Española  | Chile        | 2010-2011  |
| Deportivo Quito | Ecuador      | 2012- 2013 |

## Estadísticas
Datos actualizados a fin de carrera deportiva.
| Aucas · Ecuador |               |               |     |    |   |   |   |    |    |     |     |    |
| 1.ª | 1997          | 17            | 1   | -  | - | - | - | -  | -  | 17  | 1   |    |
| 1.ª | 1998          | 34            | 0   | -  | - | - | - | -  | -  | 34  | 0   |    |
| 1.ª | 1999          | 36            | 0   | -  | - | - | - | -  | -  | 36  | 0   |    |
| 1.ª | 2000          | 36            | 0   | -  | - | - | - | -  | -  | 33  | 2   |    |
| 1.ª | 2001          | 14            | 2   | -  | - | - | - | -  | -  | 14  | 2   |    |
| 1.ª | 2002          | 24            | 3   | -  | - | - | - | -  | -  | 24  | 3   |    |
| 1.ª | 2002          | 1             | 0   | -  | - | - | - | -  | -  | 1   | 0   |    |
| Total club | Total club    | 162           | 6   | 0  | 0 | 0 | 0 | 0  | 0  | 162 | 6   |    |
| Monterrey · México |               |               |     |    |   |   |   |    |    |     |     |    |
| 1.ª | I-2001        | 6             | 0   | -  | - | - | - | -  | -  | 6   | 0   |    |
| Total club | Total club    | 6             | 0   | 0  | 0 | 0 | 0 | 0  | 0  | 6   | 0   |    |
| Liga de Quito · Ecuador |               |               |     |    |   |   |   |    |    |     |     |    |
| 1.ª | 2003          | 34            | 1   | -  | - | - | - | 4  | 1  | 38  | 2   |    |
| 1.ª | 2004          | 36            | 2   | -  | - | - | - | 15 | 1  | 51  | 3   |    |
| 1.ª | 2005          | 42            | 2   | -  | - | - | - | 14 | 0  | 56  | 2   |    |
| 1.ª | 2006          | 32            | 4   | -  | - | - | - | 11 | 0  | 43  | 4   |    |
| Total club | Total club    | 144           | 9   | 0  | 0 | 0 | 0 | 44 | 2  | 188 | 11  |    |
| Vitesse · Países Bajos |               |               |     |    |   |   |   |    |    |     |     |    |
| 1.ª | 2006-07       | 10            | 0   | -  | - | 1 | 0 | -  | -  | 11  | 0   |    |
| 1.ª | 2007          | 17            | 0   | -  | - | - | - | -  | -  | 17  | 0   |    |
| Total club | Total club    | 27            | 0   | 0  | 0 | 1 | 0 | 0  | 0  | 28  | 0   |    |
| Cruzeiro · Brasil |               |               |     |    |   |   |   |    |    |     |     |    |
| 1.ª | 2008          | 25            | 1   | 2  | 0 | - | - | 8  | 0  | 35  | 1   |    |
| Total club | Total club    | 25            | 1   | 2  | 0 | 0 | 0 | 8  | 0  | 35  | 1   |    |
| Barcelona · Ecuador |               |               |     |    |   |   |   |    |    |     |     |    |
| 1.ª | 2009          | 15            | 0   | -  | - | - | - | -  | -  | 15  | 0   |    |
| Total club | Total club    | 15            | 0   | 0  | 0 | 0 | 0 | 0  | 0  | 15  | 0   |    |
| Birmingham City Inglaterra |               |               |     |    |   |   |   |    |    |     |     |    |
| 1.ª | 2009          | -             | -   | -  | - | 2 | 0 | -  | -  | 2   | 0   |    |
| Total club | Total club    | 0             | 0   | 0  | 0 | 2 | 0 | 0  | 0  | 2   | 0   |    |
| Unión Española · Chile |               |               |     |    |   |   |   |    |    |     |     |    |
| 1.ª | 2010          | 22            | 0   | -  | - | - | - | -  | -  | 22  | 0   |    |
| 1.ª | A-2011        | 3             | 0   | -  | - | - | - | 3  | 0  | 6   | 0   |    |
| 1.ª | C-2011        | 8             | 0   | -  | - | - | - | -  | -  | 6   | 0   |    |
| Total club | Total club    | 33            | 0   | 0  | 0 | 0 | 0 | 3  | 0  | 36  | 0   |    |
| Deportivo Quito · Ecuador |               |               |     |    |   |   |   |    |    |     |     |    |
| 1.ª | 2012          | 33            | 0   | -  | - | - | - | 12 | 0  | 45  | 0   |    |
| 1.ª | 2013          | 9             | 0   | -  | - | - | - | -  | -  | 9   | 0   |    |
| Total club | Total club    | 42            | 0   | 0  | 0 | 0 | 0 | 12 | 0  | 54  | 0   |    |
| Total carrera | Total carrera | Total carrera | 453 | 16 | 2 | 0 | 4 | 0  | 67 | 2   | 526 | 18 |
| (1) Incluye datos del Campeonato Mineiro (2008). (2) Incluye datos de la Copa de la Liga de Inglaterra (2009-10). (3) Incluye datos de la Copa Sudamericana (2003, 2004, 2005, 2006, 2012); Copa Libertadores (2004, 2005, 2006, 2008, 2011, 2012). (4) No incluye goles en partidos amistosos. |               |               |     |    |   |   |   |    |    |     |     |    |

### Selección nacional
| Selección          | Año   | Amistosos | Amistosos | Copa América | Copa América | Copa de Oro | Copa de Oro | Eliminatorias | Eliminatorias | Mundial | Mundial | Total | Total |
| Selección          | Año   | PJ        | G         | PJ           | G            | PJ          | G           | PJ            | G             | PJ      | G       | PJ    | G     |
| ------------------ | ----- | --------- | --------- | ------------ | ------------ | ----------- | ----------- | ------------- | ------------- | ------- | ------- | ----- | ----- |
| Absoluta · Ecuador | 2000  | 3         | 0         | -            | -            | -           | -           | 2             | 0             | -       | -       | 5     | 0     |
| Absoluta · Ecuador | 2001  | 3         | 1         | 3            | 0            | -           | -           | 7             | 0             | -       | -       | 13    | 1     |
| Absoluta · Ecuador | 2002  | 2         | 0         | -            | -            | 1           | 0           | -             | -             | -       | -       | 3     | 0     |
| Absoluta · Ecuador | 2003  | 5         | 0         | -            | -            | -           | -           | 4             | 1             | -       | -       | 9     | 1     |
| Absoluta · Ecuador | 2004  | 2         | 0         | 3            | 0            | -           | -           | 7             | 0             | -       | -       | 11    | 0     |
| Absoluta · Ecuador | 2005  | 4         | 0         | -            | -            | -           | -           | 7             | 0             | -       | -       | 11    | 0     |
| Absoluta · Ecuador | 2006  | 6         | 0         | -            | -            | -           | -           | -             | -             | 4       | 0       | 10    | 0     |
| Absoluta · Ecuador | 2007  | 6         | 1         | 3            | 0            | -           | -           | 4             | 0             | -       | -       | 13    | 1     |
| Absoluta · Ecuador | 2008  | 2         | 0         | -            | -            | -           | -           | 6             | 0             | -       | -       | 8     | 0     |
| Absoluta · Ecuador | 2009  | -         | -         | -            | -            | -           | -           | 6             | 0             | -       | -       | 6     | 0     |
| Total              | Total | 33        | 2         | 9            | 0            | 1           | 0           | 43            | 1             | 4       | 0       | 89    | 3     |

### Resumen estadístico
| Competición           | Encuentros | Goles | Promedio |
| --------------------- | ---------- | ----- | -------- |
| Primera División      | 456        | 16    | 0,03     |
| Campeonato Estatal    | 2          | 0     | 0,00     |
| Copas nacionales      | 4          | 0     | 0,00     |
| Copas Internacionales | 67         | 2     | 0,02     |
| Selección de Ecuador  | 89         | 3     | 0,03     |
| Total                 | 618        | 21    | 0,03     |

## Palmarés
| Título                 | Club         | País    | Año  |
| ---------------------- | ------------ | ------- | ---- |
| Campeonato Ecuatoriano | LDU de Quito | Ecuador | 2003 |
| Torneo Apertura        | LDU de Quito | Ecuador | 2005 |
| Campeonato Mineiro     | Cruzeiro     | Brasil  | 2008 |

- Datos: Q533537